# إياد اليهري
إياد حسن اليهري لاعب كرة قدم قطري، ولد في (3 فبراير 1991) . 
لعب سابقاً في نادي الشمال ونادي البدع.